# Родион Ослябя
Родио́н Осля́бя (в монашестве Андре́й, или Родион; светское имя — Рома́н; ? — 1380, либо после 1398) — монах-воин, земляк Александра Пересвета, инок Троице-Сергиева монастыря. Причислен к лику святых в Русской православной церкви.

## Разночтения в монашеском имени
Традиционно считается, что в монашестве Ослябя принял имя Андрей. Другое имя в крещении, часто приписываемое Ослябе, — Родион. По мнению Русской православной церкви, это возникло вследствие различных недоразумений.

## Биография

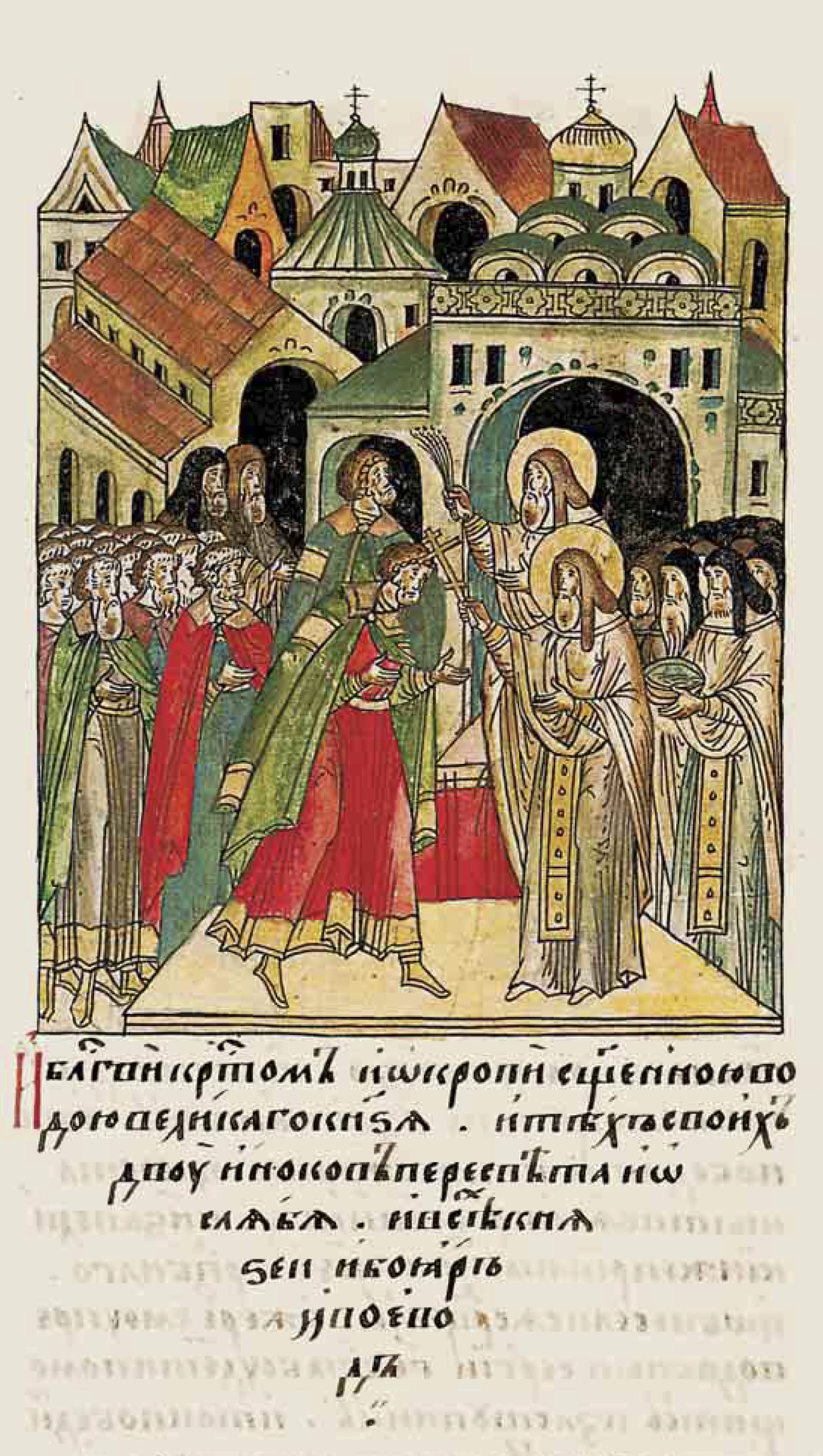
Благословение накануне битвы 1380 года. Миниатюра Лицевого летописного свода

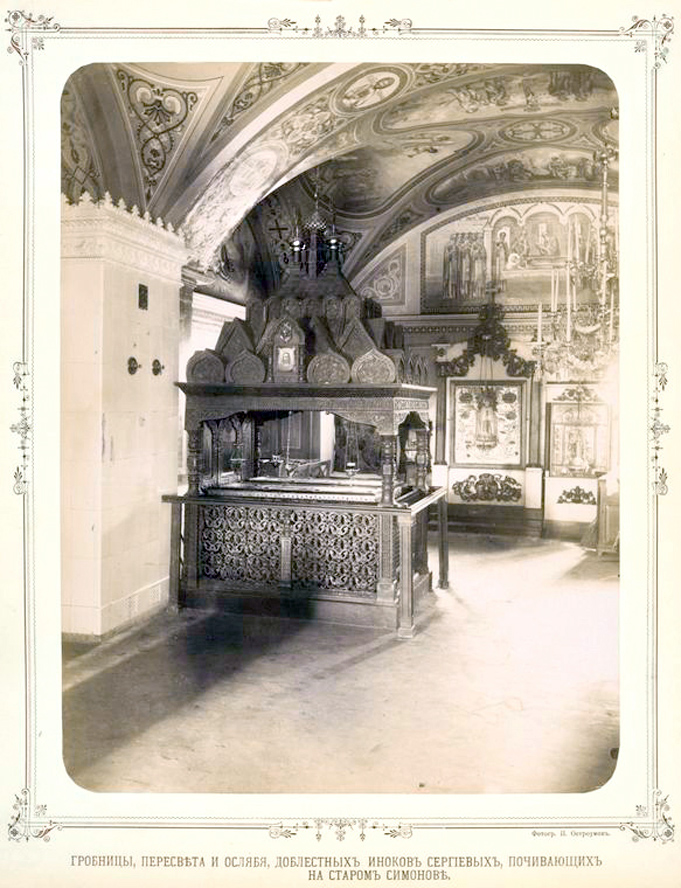
Чугунное надгробие Пересвета и Осляби в Сергиевом приделе трапезной церкви Рождества Богородицы, 1893 год.

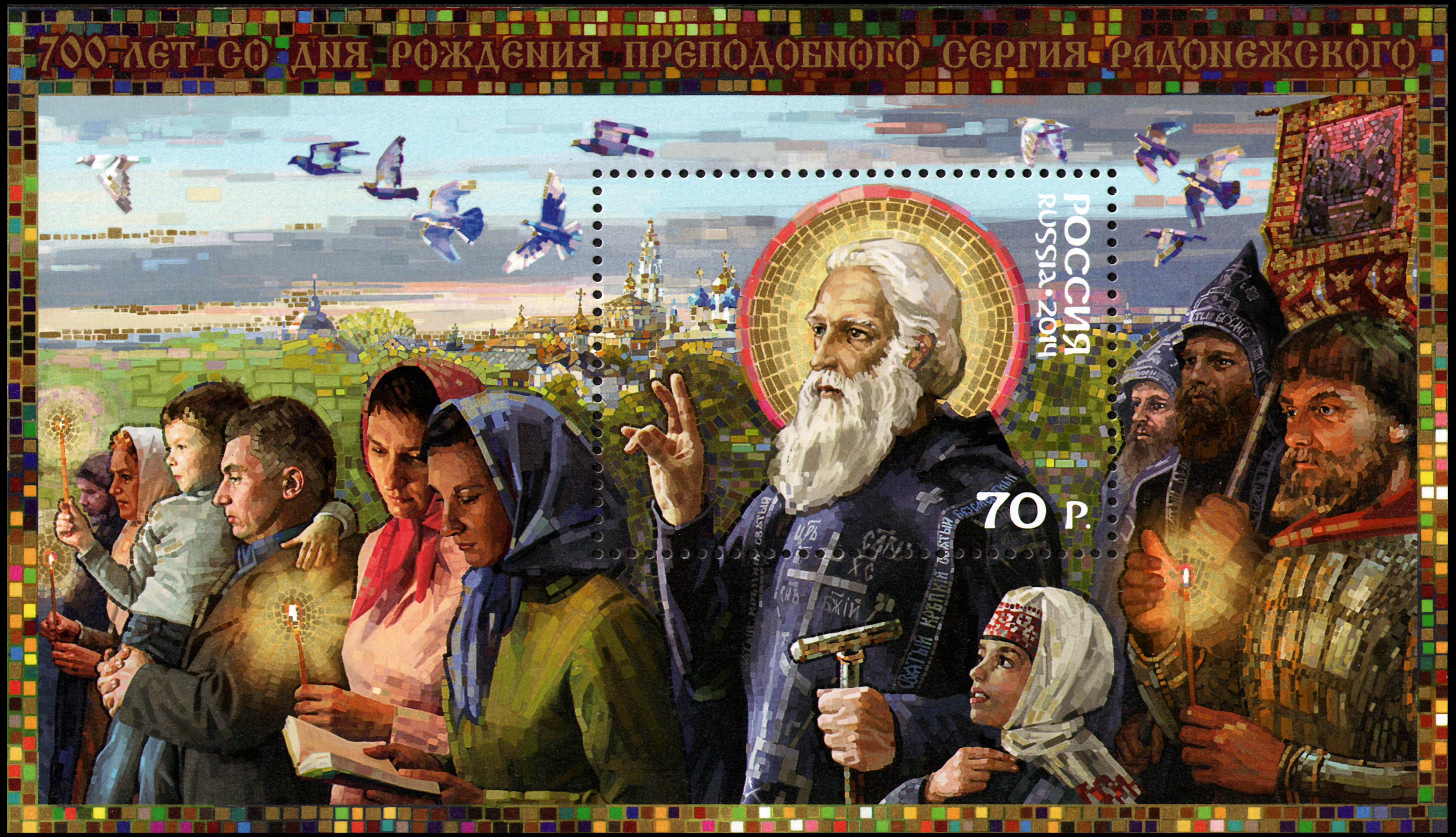
Почтовый блок России, 2014, 700 лет со дня рождения преподобного Сергия Радонежского, художник C. Ульяновский (справа Пересвет и Андрей Ослябя)

До пострижения в монахи — любутский боярин и профессиональный военный. Согласно автору Сказания о Мамаевом побоище, жившему в XV веке, находился по благословению святого Сергия Радонежского вместе с иноком Александром Пересветом в войске великого князя Дмитрия Донского в походе против татар и принимал участие в Куликовской битве.
Перед походом Сергий Радонежский в 1380 году возложил на Пересвета и Осляби схиму, то есть посвятил их в высшую степень монашеского отречения от мира. Одежда схимника является символическим духовным доспехом. 
По наиболее распространённой версии, Родион Ослябя, как и Александр Пересвет, погиб в Куликовской битве, однако о гибели Осляби нет упоминания в Сказании о Мамаевом побоище. Некоторые источники позволяют предположить, что не позднее 1389 года Ослябя ездил в Царьград в составе посольства московского Дмитрия Донского для оказания помощи Византии, пережившей опустошительные набеги турок. Кроме того, в летописных списках убиенных на Куликовом поле и в синодиках обыкновенно приводится имя лишь одного Александра Пересвета. Все это косвенно свидетельствует о том, что Ослябя остался жив после Куликовской битвы и служил у митрополитов Московских. Впрочем, другое объяснение упоминаний Осляби в документах после 1380 года может заключаться в том, что его род, вероятно, традиционно нёс службу у митрополитов Московских, в связи с чем в документах на протяжении нескольких десятилетий встречаются имена различных представителей рода — Андрей (Адриан?), Родион, Иакинф (Иаков?).
Похоронен был Ослябя вместе с Пересветом в Подмосковье рядом с деревянным храмом Рождества Пресвятой Богородицы в Старом Симонове в «каменной палатке». В конце XVIII века её разобрали, надгробия сняли, чтобы установить новые. В 1849—1855 годах трапезная и колокольня были перестроены, усыпальница оказалась внутри трапезной. Тогда же был достроен в ней Сергиев придел, в котором в 1870 году было установлено чугунное надгробие с сенью, просуществовавшее до 1928—1932 годов. Сейчас в трапезной на предполагаемом месте захоронения установлено деревянное надгробие, копирующее по форме старое чугунное.
Возможно, Родион имел сына Якова (Иакова, Иакинфа), также участника Куликовской битвы.

## Дни памяти
Александр Пересвет и Родион Ослябя (под именем Андрей) причислены Русской православной церковью к лику святых в чине преподобных. День памяти отмечается 7 сентября, а также на Неделе Всех Святых, в земле Российской просиявших (2-е воскресенье после Святой Троицы), в день Всех Московских святых (воскресенье перед 8 сентября), Всех Тульских святых (22 сентября), Всех Брянских святых (3 октября), Всех Радонежских святых (6 июля) и 24 августа.

## Культурное влияние
В честь Осляби был назван броненосец Российского флота, погибший в Цусимском сражении. В настоящее время в боевом составе Тихоокеанского флота находится большой десантный корабль «Ослябя». Одно из судов типа «Волжский» также носит имя воина.
В 2010 году вышел в свет анимационный фильм «Пересвет и Ослябя». Режиссёр Станислав Подивилов, сценарист Кирилл Немирович-Данченко.
В 2018 году на экраны вышел художественный фильм «Александр Пересвет — Куликово эхо»; роль Осляби сыграл Сергей Бадюк.
В Москве рядом с местом захоронения Осляби есть Ослябинский переулок.